# それ、古いっすよ。
それ、古いっすよ。（それ、ふるいっすよ。）は、2017年5月2日（1日深夜）から5月23日（22日深夜）までテレビ朝日で放送されていたバラエティ番組である。
放送時間は火曜1:56 - 2:21（月曜深夜。『ネオバラ3』月曜版『キタイチ』）に放送。全4回放送。

## 概要
「今の若者たちはなにを考え、どんな生活を送っているのか？」若い世代とのギャップが生じている全てのおじさん世代に送る、現代に生きる若者観察バラエティ。

## 出演

### 司会
- 千鳥

### ゲスト
- 六平直政
- カンニング竹山（第1回・第2回）
- 木下隆行（TKO）（第3回・第4回）
- 一般のおじさん

## スタッフ
- ナレーション：近藤サト
- 構成：山本太蔵、清山智之、飯塚大悟
- ディレクター：平賀知博、中西正太、宮澤拓郎、松尾竜二、駒奈穂子
- PD：近藤正紀
- プロデューサー：三浦大輔（ViViA）、岩下英雅（ViViA)
- ゼネラルプロデューサー：畔柳吉彦
- 制作協力：ViViA
- 制作著作：テレビ朝日